# Dagmar Nilsson
Dagmar Calla Johanna Nilsson (senare gift Törnblom), född 29 januari 1894 i Stockholm, död 6 april 1974 i Gamla Enskede, var en svensk simhoppare. Hon tävlade för Stockholms KK och deltog som 18-åring i Olympiska sommarspelen 1912 i Stockholm i försöken i simhopp (raka hopp) från 5 och tio meter. Bland 14 deltagare – av vilka 12 var från Sverige –  slutade Nilsson på tionde plats, bara 2,5 poäng från en finalplats.